# Иванов, Сергей Андреевич (футболист)
Сергей Андреевич Иванов (род. 9 октября 1978, Ленинград) — российский игрок в мини-футбол, нападающий. Выступал за сборную России по мини-футболу.

## Биография

### Клубная карьера
Начинал карьеру в петербургском «Зените». В 1999—2003 годах играл за «Норильский никель», с которым в сезоне 2001/02 добился победы в чемпионате России. В 2003 году перешёл в московское «Динамо». Выиграв по два чемпионата и кубка России, Иванов вернулся в «Норильский никель». Отыграв в составе «северян» два сезона, вернулся уже в состав «Динамо». Иванов дважды становился лучшим бомбардиром чемпионатов России по мини-футболу, а в 2004 году он был признан лучшим нападающим российского первенства.
В 2010 году Сергей перешёл в новосибирский «Сибиряк».
18 января 2015 года в забил свой 500-й гол и тем самым установил рекорд по количеству забитых мячей в истории чемпионатов России.

### Карьера в сборной
Иванов дебютировал в сборной в игре отборочного раунда чемпионата Европы 1999 против сборной Словении. Также он ездил в Гранаду на игры финальной части триумфального для россиян чемпионата, однако на площадку ни разу не выходил. Впоследствии Сергей ещё дважды выигрывал медали чемпионатов Европы.

## Достижения
Командные
- чемпион России по мини-футболу (4): 2002, 2004, 2005, 2008
- Обладатель Кубка России по мини-футболу (5): 2003, 2004, 2008, 2009, 2010
- чемпион Европы по мини-футболу: 1999
- Серебряный призёр чемпионата Европы по мини-футболу: 2005
- Бронзовый призёр чемпионата Европы по мини-футболу: 2001

Личные
- Лучший бомбардир чемпионата России по мини-футболу (2): 2001/02, 2002/03
- Лучший нападающий чемпионата России: 2003/04